# Phyllis Hyman (álbum)
Phyllis Hyman es primer álbum de estudio homónimo de la cantante estadounidense de R&B y Soul Phyllis Hyman. Lanzado el 2 de abril de 1977 por Buddah Records. El álbum debutó en la posición no. 107 en la lista Billboard 200, y de los sencillos que salieron para el álbum, "No One Can Love You More" fue el más exitoso, debutando en la posición no. 58 en la lista Billboard Hot Soul Singles. 

## Antecedentes
Después de grabar su propia versión del éxito de 1971 "Betcha by Golly, Wow" interpretada originalmente por el grupo The Stylistics, que apareció en el disco de norman connors You Are My Starship del año 1976, Hyman firmó con Buddah Records y comenzó a trabajar en su primer álbum de estudio. El álbum contó con éxitos como "Loving You - Losing You", y "I Don't Want to Lose You", una balada de R&B (grabada originalmente por la agrupación The Spinners).
Desde entonces, Phyllis Hyman fue reeditado en CD. Pero se vendió como pan caliente, sin embargo 8 de las pistas están disponibles en The Best of Phyllis Hyman - The Buddah Years, publicado bajo Sequel Records en 1990. En 1996 la compañía RCA Records publicó el CD Loving You, Losing You, The Classic Balladry of Phyllis Hyman, que incluía una canción inédita de la grabación original de 1977, "Sounds Like a Love Song"

## Lista de Canciones
| N.º | Título                               | Duración |  |
| 1.  | «Loving You, Losing You»             | 7:31     |  |
| 2.  | «No One Can Love You More»           | 4:20     |  |
| 3.  | «One Thing On My Mind»               | 5:30     |  |
| 4.  | «I Don't Want To Lose You»           | 5:28     |  |
| 5.  | «Deliver The Love»                   | 3:58     |  |
| 6.  | «Was Yesterday Such A Long Time Ago» | 4:56     |  |
| 7.  | «The Night Bird Gets The Love»       | 5:16     |  |
| 8.  | «Beautiful Man Of Mine»              | 7:00     |  |
| 9.  | «Children Of The World»              | 2:55     |  |

Bonus Track de la Edición Expandida del 2015 a través de Funkytown Grooves
| N.º | Título                                                            | Duración |  |
| 10. | «Betcha By Golly Wow (7” Version) Norman Connors & Phyllis Hyman» | 3:47     |  |
| 11. | «Loving You, Losing You (7” Version)»                             | 3:40     |  |
| 12. | «No One Can Love You More (7” Version)»                           | 3:36     |  |
| 13. | «Baby (I’m Gonna Love You) (7” Version)»                          | 3:35     |  |
| 14. | «Do Me (7” Version)»                                              | 3:04     |  |